# Rakʿa
Eine Rakʿa (arabisch ركعة, DMG Rakʿa, plural rakaʿāt) ist ein Abschnitt im islamischen Gebet.

## Etymologie
Der Begriff kommt von der arabischen Wurzel ر ك ع (r-k-ʿ) und bedeutet so viel wie „den Körper beugen“ (beim Gebet) oder sich niederknien, im islamischen Kontext bezeichnet Rakʿa den Abschnitt eines Gebets, bestehend aus dem Aufrechtstehen, der Verbeugung und der Niederwerfung.

## Einzelheiten
In einem Gebet mit vier Rakʿat erhebt sich der Betende in der ersten bzw. dritten Sequenz des Gebets nach der zweiten Niederwerfung wieder zum Stehen, was den Abschluss einer Rakʿa markiert. In der zweiten und vierten bleibt er sitzen, spricht den Tašahhud und andere Bittgebete, in der vierten Rakʿa wird das Gebet anschließend durch den Taslim beendet, nach der zweiten Rakʿa erhebt sich der Betende wieder zum Stehen; die dritte Rakʿa beginnt. Die Pflichtgebete im Islam bestehen aus einer unterschiedlichen Anzahl von Rakʿat.

## Anzahl der Rak'at bei den obligatorischen Gebeten
| Anzahl der Gebetsabschnitte | Morgengebet | Mittagsgebet | Nachmittagsgebet | Abendgebet | Nachtgebet |
| --------------------------- | ----------- | ------------ | ---------------- | ---------- | ---------- |
| jeweils                     | 2           | 4            | 4                | 3          | 4          |
| auf Reisen (verkürzt)       | 2           | 2            | 2                | 3          | 2          |

## Anzahl der Rakʿat bei freiwilligen Gebeten und bei anderen Gebeten
Im Fiqh gibt es noch andere Klassen von Gebeten, die von den Rechtsgelehrten in unterschiedliche Stufen (freiwillig oder nafila, geboten oder wādschib bzw. verpflichtend oder farḍ) unterteilt werden.
| Anzahl der Gebetsabschnitte | Freitagsgebet | Totengebet | Festgebet | Witr-Gebet    | Freiwilliges Gebet |
| --------------------------- | ------------- | ---------- | --------- | ------------- | ------------------ |
| jeweils                     | 2             | 2          | 2         | ungerade Zahl | 2 oder 4           |